# Deinypena
Deinypena is een geslacht van vlinders van de familie spinneruilen (Erebidae), uit de onderfamilie Calpinae.

## Soorten
- D. apicata Hampson, 1910
- D. bifasciata Gaede, 1940
- D. biplagalis Viette, 1954
- D. bipunctata Gaede, 1940
- D. congoana Gaede, 1940
- D. ereboides Holland, 1894
- D. fulvida Holland, 1920
- D. lacista Holland, 1894
- D. laportei Berio, 1974
- D. lathetica Holland, 1894
- D. marginepunctata Holland, 1894
- D. morosa Holland, 1920
- D. multilineata Holland, 1920
- D. nyasana Hampson, 1926
- D. obscura Holland, 1920
- D. praerupta Gaede, 1940
- D. ranomafana Viette, 1966
- D. subapicalis Gaede, 1940
- D. transversata Holland, 1920